# Čudnova hiša
Čudnova hiša – secesyjna kamienica czynszowa z 1901 roku w Lublanie. Nazwa kamienicy pochodzi od nazwiska właściciela Franza Čudena.

## Historia
Budynek na rogu ulic Cigaletova 3 i Tavčarjevy zaprojektował architekt miejski Ciril Metod Koch. W projekcie widać wpływy wiedeńskiego architekta Josepha Marie Olbrichta. Inwestorem był lublański zegarmistrz Franz Čuden. Miał własny zakład zegarmistrzowski, który przejął w 1882 roku od Josefa Gebeja. Mieścił się on na ulicy Tavčarjevy. Sprzedawał w nim nie tylko zegarki, ale również maszyny do szycia i rowery. Przedsiębiorstwo miało swój oddział w Trbovljach. Po śmierci Franza w 1912 roku zakład prowadziła żona Josefina. Kamienica została wpisana do rejestru zabytków w 1996 roku.

## Architektura
W budynku uwagę zwraca narożna wieża. Początkowa kwadratowa, na poziomie drugiego piętra zaokrągla się i wystaje ponad poziom dachu. Zakończona płaskim kwadratowym dachem na którym umieszczono kulę ziemską Od strony ulicy Tavčarevy znajduje się duży balkon z kutą balustradą. Nad nim wznosi się baldachim wsparty na dwóch kolumnach. Do remontu w 2001 roku fasada miała fioletowo-czerwony kolor. Podczas renowacji przywrócono jej pierwotny jasnożółty kolor.